# Hypsistariens
Hypsistariens est la dénomination donnée par les auteurs chrétiens à des groupes sectaires d'Anatolie mêlant, dans les premiers siècles de l'ère commune, des éléments chrétiens, judaïsants, zoroastriens ou des cultes à mystères.

## Description
Les hypsistariens avaient pour caractéristique d'honorer un dieu unitaire, le « Dieu Très Haut » et refuser le dogme chrétien de la trinité. Cette divinité appelée Hypsistos semble être une évolution de la divinité El Elyon que l'on trouve déjà mentionnée dans la Genèse et qui deviendra une épithète du Dieu d'Israël.
Grégoire l'Ancien, père de Grégoire de Nazianze semble être originaire d'une telle communauté avant son baptême.
Ces communautés dont l'histoire est mal attestée semblent avoir existé en Cappadoce jusqu'au IXe siècle.